# Russell (Schiff, 1995)
Die Russell, auch USS Russell (Kennung: DDG-59), ist ein Lenkwaffenzerstörer der Arleigh-Burke-Klasse (Flight I) der United States Navy, der seit 1995 in Dienst steht.

## Geschichte
Das nach John Henry Russell und seinem Sohn, John H. Russell junior benannte Schiff wurde als DDG-59 1990 in Auftrag gegeben. Am 24. Juli 1992 wurde bei Ingalls Shipbuilding der Kiel des Schiffes gelegt, knapp eineinhalb Jahre später lief der Zerstörer vom Stapel. Danach folgte die Endausrüstung und die Werfterprobungsfahrten, die offizielle Indienststellung bei der Navy fand 1995 statt.
Bereits 1996 kämpfte die Russell erstmals, sie war an der gegen den Irak gerichteten Operation Desert Strike beteiligt.
2000 verlegte die Russell mit einer Kampfgruppe um die John C. Stennis, nach der Rückkehr im Juli dockte das Schiff zur ersten Überholung ein. Die nächste Verlegung folgte im Oktober 2001 und führte die Russell in den Indischen Ozean, wo sie am 21. Dezember nach einem Absturz alle vier Besatzungsmitglieder einer Rockwell B-1B Lancer rettete.
2004 nahm das Schiff an Übungen mit Marinen in Südostasien teil. 2006 operierte die Russell im westlichen Pazifik mit Abraham Lincoln und Kitty Hawk, unter anderem im Rahmen der Übung Valiant Shield. Anfang 2007 lief der Zerstörer als Teil der Kampfgruppe um die Ronald Reagan aus. Am 21. Februar 2008 lieferte die Russell zusammen mit ihrem Schwesterschiff Decatur Radar- und Bahndaten für den Abschuss des Satelliten USA-193 durch den Kreuzer Lake Erie.
2008 verlegte die Russell ein weiteres Mal mit der Abraham Lincoln in den Indischen Ozean. Im Juni antwortete der Zerstörer dabei in Golf von Aden auf den Notruf eines somalischen Schiffes, das nach einem Antriebsschaden bereits zwei Tage antriebslos trieb. Auf dem 14 Meter langen Schiff befanden sich 70 Personen, von denen sieben medizinische Versorgung auf der Russell erhielten. Das Boot wurde daraufhin in somalische Gewässer geschleppt. Vom 28. Juni bis zum 2. Juli nahm die Russell aus dem Mittelmeer heraus mit ihrem Schwesterschiff Benfold, das im Persischen Golf fuhr, an einem Kommunikationstest im Rahmen der National Missile Defense teil. Anfang 2010 verlegte der Zerstörer in Richtung Indischer Ozean und Persischer Golf. Auf dem Einsatzplan standen Übungen mit alliierten Marinen und mit der Trägerkampfgruppe um die Dwight D. Eisenhower.
Im September 2011 begann die Russell eine Alleinfahrt in den westlichen Pazifik.